# Solar Impulse

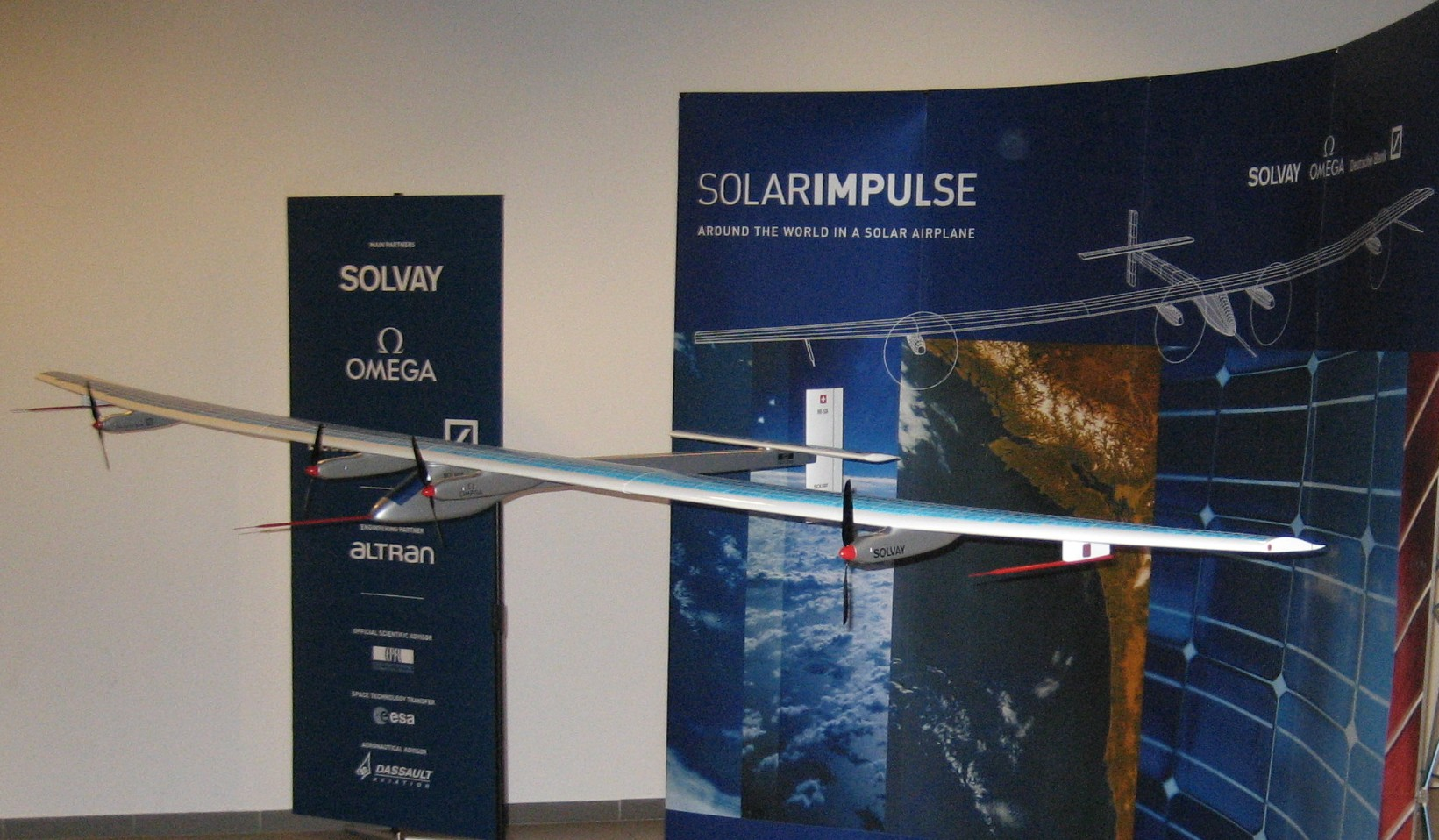
Solar Impulse концепт модели, 2008

Solar Impulsе (регистрационный номер прототипа HB-SIA) — швейцарский проект по созданию самолёта, использующего исключительно энергию солнца (солнечные батареи).
Первый в мире пилотируемый самолёт, способный летать за счёт энергии Солнца неограниченно долго, запасая энергию в аккумуляторных батареях и набирая высоту днём.
Разработан компанией Solar Impulse, имеет размах крыла, сравнимый с Airbus A340 (63 метра), массу — 1600 кг. Крейсерская скорость — 70 км/ч. Прототип летательного аппарата, предназначенного для кругосветного перелёта и пропаганды альтернативной энергетики. Представлен публике 26 июня 2009 года швейцарским аэронавтом Бертраном Пикаром. Первый полёт совершил 3 декабря 2009 года. Испытания прошли на авиабазе Дюбендорф.
Солнечные батареи вырабатывают электроэнергию, которая используется для питания 4 электродвигателей и зарядки аккумуляторов.

## Технические данные прототипа HB-SIA
Источник данных: 

Технические характеристики
- Экипаж: 1
- Длина: 21,85 м
- Размах крыла: 63,4 м
- Высота: 6,4 м
- Площадь крыла: 200 м²
- Масса пустого: 1600 кг
- Нормальная взлётная масса: 2000 кг
- Силовая установка: 4 × ЭД
- Мощность двигателей: 4 × 10 л. с.
- Диаметр винта: 3,5 м

Лётные характеристики
- Крейсерская скорость: 70 км/ч
- Практический потолок: 8500 м

## Первый полёт продолжительностью 26 часов
7-8 июля 2010 года прототип HB-SIA совершил первый 26-часовый полёт. Самолёт, пилотируемый швейцарцем Андре Боршбергом, поднялся в воздух в 6:51 утра (UTC +2) с аэродрома в Пайерне (Швейцария). Он вернулся на аэродром на следующее утро в 9:00 утра по местному времени. Максимальная высота полёта — 8700 м, рекорд для пилотируемых летательных аппаратов на солнечных батареях. Установлен также мировой рекорд продолжительности пилотируемого полёта для летательных аппаратов на солнечных батареях — 26 часов. 12 тысяч солнечных батарей заряжают аккумуляторные батареи в течение дня, этой энергии хватает на полёт ночью, поэтому одноместный самолёт теоретически может находиться в воздухе сколь угодно долго. Кроме энергии, запасённой в аккумуляторах, самолёт для выполнения полёта в ночное время использует набранную в течение дня высоту.

## HB-SIB (Solar Impulse 2)

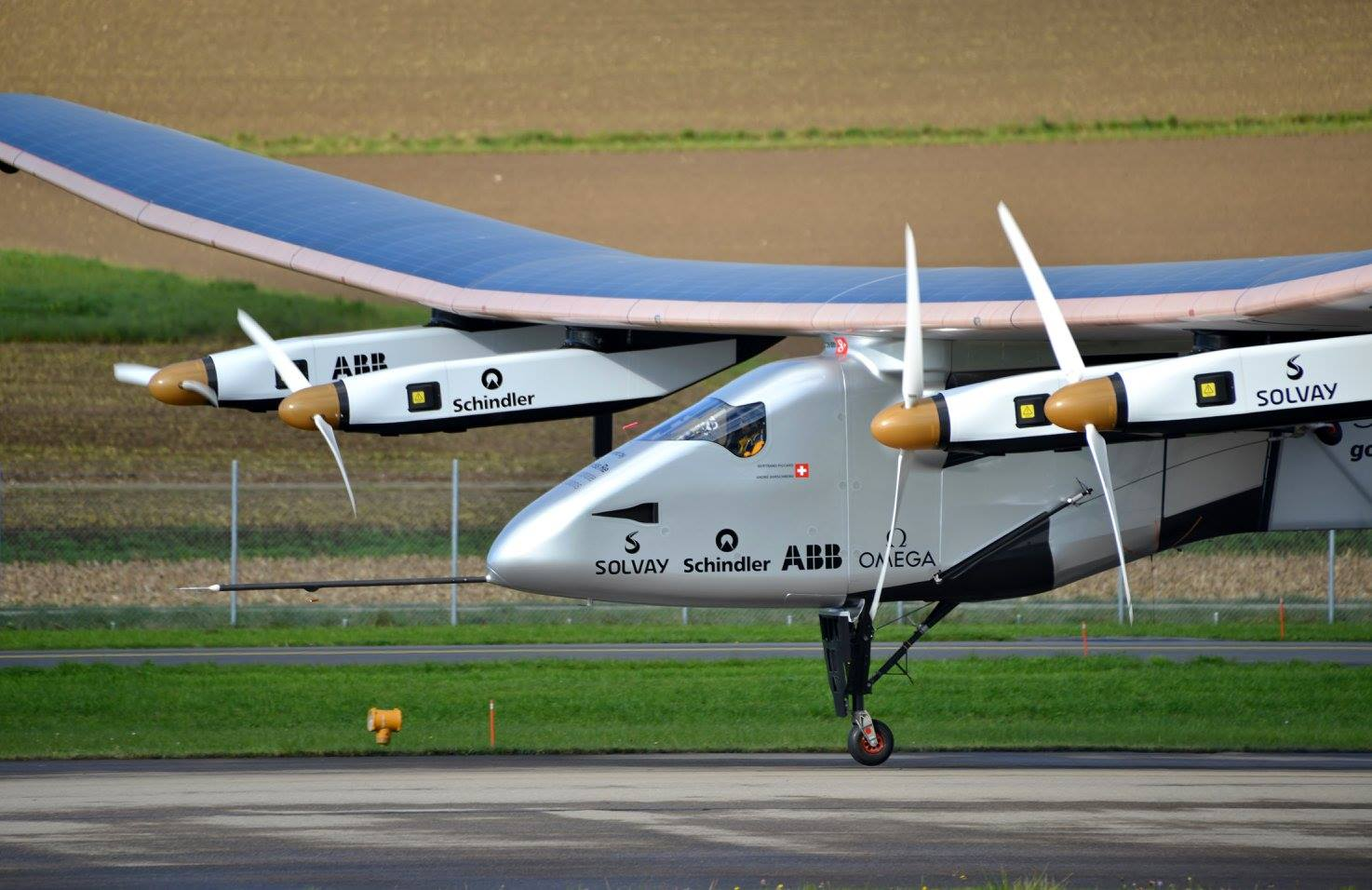
Solar Impulse SI2. Пилотирует Бертран Пиккар. Пейерн, ноябрь 2014

HB-SIB — швейцарский регистрационный код второго самолёта Solar Impulse. Официальный показ самолёта состоялся 9 марта 2014 года на аэродроме города Пайерн в Швейцарии. Для трансконтинентальных и трансокеанских перелётов установлено более совершённое навигационное оборудование и обеспечено поддержание постоянного давления в салоне. Сам салон существенно увеличен по объёму по сравнению с первым самолётом для обеспечения комфортного длительного пребывания пилота на борту. Полностью переработана конструкция и эргономика пилотского кресла, спинка которого переводится в горизонтальное положение и позволяет спать прямо на борту.
Размах крыла HB-SIB — 72 метра, ненамного меньше, чем у Airbus A380, самого большого пассажирского самолёта в мире, а общий вес 2300 кг.
Оборудование салона, в том числе кислородное, обеспечивает полёт на высоте 12 000 метров. Реально самолёт способен подняться на 8500 метров, а мощность его электродвигателей в совокупности составляет 70 л. с.

### Кругосветный полёт
9 марта 2015 года в Абу-Даби в 07:12 по местному времени Solar Impulse 2 начал свой кругосветный полёт. Изначально маршрут был разбит на 12 участков с посадками в Маскате, Ахмадабаде, Варанаси, Мандалае, Чунцине, Нанкине, на Гавайях, в Финиксе и Нью-Йорке. Планировалось, что два самых длинных участка (из Китая на Гавайи и из Нью-Йорка в Европу или Северную Африку) потребуют около 120 часов непрерывного полёта.
На участке Нагоя — Гавайи пилот Андре Боршберг установил рекорд по дальности беспосадочного перелёта для электрических самолётов, а также по длительности одиночного управления самолётом вообще, побив рекорд 2006 года Стива Фоссетта. В июле 2015 года стало известно, что из-за повреждения аккумуляторов от перегрева на пути из Японии на Гавайи самолёт прервал кругосветный перелёт.
Миссия возобновилась 21 апреля 2016 года трёхсуточным перелётом из Гавайев в Калифорнию под управлением Бертрана Пиккара.
26 июля 2016 года кругосветный перелёт завершился в аэропорту вылета в Абу-Даби.
| Этап | Дата и время (UTC)                            | Пункт вылета      | Пункт прилёта     | Протяжённость этапа | Продолжительность полёта | Средняя скорость | Пилот          | Ссылка |
| ---- | --------------------------------------------- | ----------------- | ----------------- | ------------------- | ------------------------ | ---------------- | -------------- | ------ |
| 1    | 9 марта 2015, 03:12 — 16:13                   | Абу-Даби, ОАЭ     | Маскат, Оман      | 441 км              | 13 часов 1 минута        | 33,88 км/ч       | Андре Боршберг | [ 13 ] |
| 2    | 10 марта 2015, 02:35 — 17:55                  | Маскат, Оман      | Ахмадабад, Индия  | 1485 км             | 15 часов 20 минут        | 96,85 км/ч       | Бертран Пиккар | [ 14 ] |
| 3    | 18 марта 2015, 01:48 — 15:03                  | Ахмадабад, Индия  | Варанаси, Индия   | 1215 км             | 13 часов 15 минут        | 91,70 км/ч       | Андре Боршберг | [ 15 ] |
| 4    | 18 марта 2015, 23:52 — 19 марта 2015, 13:21   | Варанаси, Индия   | Мандалай, Мьянма  | 1398 км             | 13 часов 29 минут        | 103,68 км/ч      | Бертран Пиккар | [ 16 ] |
| 5    | 29 марта 2015, 21:06 — 30 марта 2015, 17:35   | Мандалай, Мьянма  | Чунцин, Китай     | 1459 км             | 20 часов 29 минут        | 71,2 км/ч        | Бертран Пиккар | [ 17 ] |
| 6    | 20 апреля 2015, 22:06 — 21 апреля 2015, 15:28 | Чунцин, Китай     | Нанкин, Китай     | 1344 км             | 17 часов 22 минуты       | 77,4 км/ч        | Бертран Пиккар | [ 18 ] |
| 7    | 30 мая 2015, 18:39 — 1 июня 2015, 14:49       | Нанкин, Китай     | Нагоя, Япония     | 2600 км             | 44 часа 10 минут         | 64,6 км/ч        | Андре Боршберг | [ 19 ] |
| 8    | 28 июня 2015, 18:03 — 3 июля 2015, 15:55      | Нагоя, Япония     | Гавайи, США       | 7212 км             | 117 часов 52 минуты      | 61,19 км/ч       | Андре Боршберг | [ 20 ] |
| 9    | 21 апреля 2016, 16:15 — 24 апреля 2016, 06:44 | Гавайи, США       | Маунтин-Вью, США  | 4086 км             | 62 часов 29 минут        | 65,39 км/ч       | Бертран Пиккар | [ 21 ] |
| 10   | 2 мая 2016, 12:03 — 3 мая 2016, 03:55         | Маунтин-Вью, США  | Финикс, США       | 1113 км             | 15 часов 52 минуты       | 70,15 км/ч       | Андре Боршберг | [ 22 ] |
| 11   | 12 мая 2016, 10:05 — 13 мая 2016, 04:15       | Финикс, США       | Талса, США        | 1570 км             | 18 часов 10 минут        | 86,42 км/ч       | Бертран Пиккар | [ 23 ] |
| 12   | 21 мая 2016, 09:22 — 22 мая 2016, 01:56       | Талса, США        | Дейтон, США       | 1113 км             | 16 часов 34 минуты       | 67,18 км/ч       | Андре Боршберг | [ 24 ] |
| 13   | 25 мая 2016, 08:00 — 26 мая 2016, 00:49       | Дейтон, США       | Долина Лихай, США | 1044 км             | 16 часов 49 минут        | 62,08 км/ч       | Бертран Пиккар | [ 25 ] |
| 14   | 11 июня 2016, 03:18 — 07:59                   | Долина Лихай, США | Нью-Йорк, США     | 265 км              | 4 часа 41 минута         | 56,59 км/ч       | Андре Боршберг | [ 26 ] |
| 15   | 20 июня 2016, 06:30 — 23 июня 2016, 05:38     | Нью-Йорк, США     | Севилья, Испания  | 6765 км             | 71 час 8 минут           | 95,1 км/ч        | Бертран Пиккар | [ 27 ] |
| 16   | 11 июля 2016, 04:20 — 13 июля 2016, 07:10     | Севилья, Испания  | Каир, Египет      | 3745 км             | 50 часов 50 минут        | 73,67 км/ч       | Андре Боршберг | [ 28 ] |
| 17   | 23 июля 2016, 23:28 — 26 июля, 00:05          | Каир, Египет      | Абу-Даби, ОАЭ     | 2694 км             | 48 часов 37 минут        | 55,41 км/ч       | Бертран Пиккар | [ 29 ] |

## Статьи
- Начинаются тесты солнечного самолёта для кругосветки. 3Dnews. 9 ноября 2009. Дата обращения: 9 марта 2015.
- Ночной солнечный самолёт впервые поднялся в воздух. Мембрана (4 декабря 2009). Дата обращения: 9 марта 2015.
- «Солнцелёт-2» отправился в своё первое кругосветное путешествие. NEWSru.co.il. 9 марта 2015. Дата обращения: 9 марта 2015.